# Rab (isla)
Isla de Rab (en croata: Otok Rab, en italiano Isola d'Arbe) es una de las islas de la costa dálmata, en la moderna Croacia, situada en el golfo de Kvarner, al norte del mar Adriático.
Entre sus localidades se encuentran Rab, Lopar, Bajol, Barbat y Kampor. Según la tradición, en esta isla nació San Marino, fundador de la República de San Marino.
La isla tiene 22 km de largo, una superficie de 93,6 kilómetros cuadrados y 9480 habitantes (2001). El pico más alto es Kamenjak, de 408 metros. La parte noreste de la isla es, en su mayoría, árida, mientras que el lado suroeste está cubierto por uno de los últimos bosques de robles del Mediterráneo.